# Спасе Куновски
Спасе Куновски (на македонска литературна норма: Спасе Куновски) е виден югославски художник.

## Биография
Роден е в 1929 година в Дебър, тогава в Югославия. Куновски е сред доайените на Дружеството на художниците на Македония в Скопие. Куновски е първият представител на сюрреализма в Социалистическа република Македония. Творчеството му е повлияно от Рене Магрит.
Куновски участва в колективни изложби във Франция, Полша, Турция, Италия, Куба, Бразилия, Норвегия и други. Умира в Скопие в 1978 година.